# Collema fecundum
Collema fecundum är en lavart som beskrevs av Degel. Collema fecundum ingår i släktet Collema och familjen Collemataceae.   Inga underarter finns listade i Catalogue of Life.